# Chiesa dei Santi Angeli Custodi (Milano)
La chiesa dei Santi Angeli Custodi è un luogo di culto cattolico di Milano posto fuori porta Romana, sede dell'omonima parrocchia.

## Storia
La chiesa dei Santi Angeli Custodi venne costruita nel 1965 su progetto degli architetti Carlo Bassi e Goffredo Boschetti, per servire il quartiere posto fuori porta Romana, in fase di progressivo addensamento edilizio.
Si tratta di una delle 22 chiese celebrative del Concilio Vaticano II.

## Descrizione

### Architettura

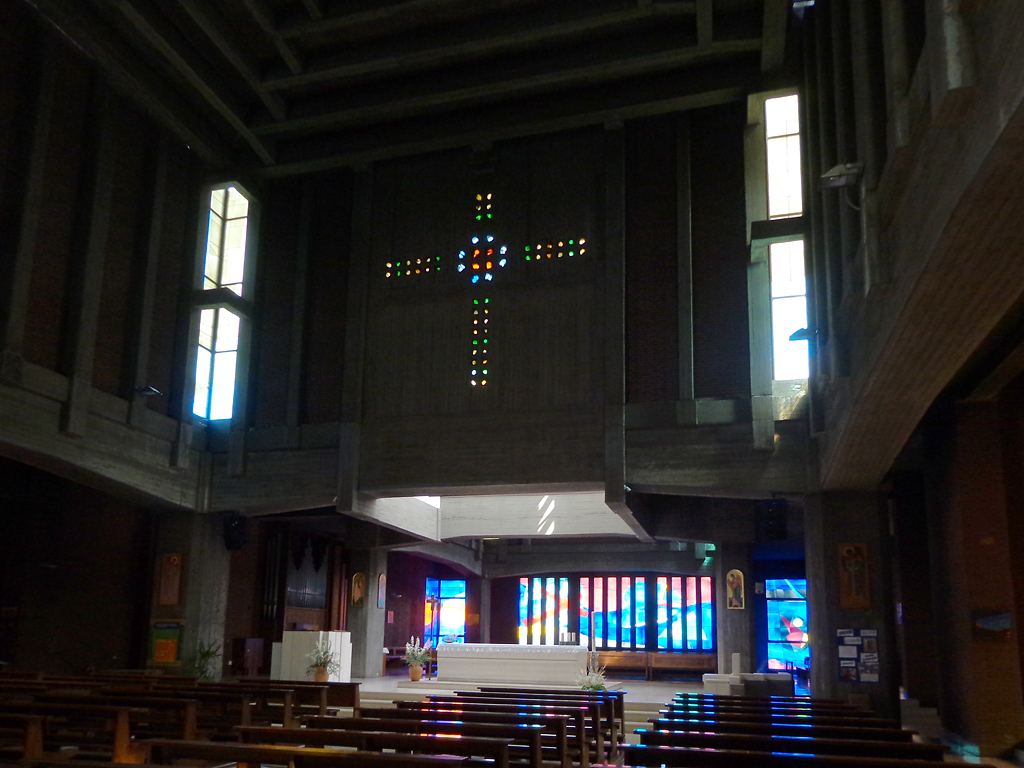
L'interno

La chiesa è posta in fregio a via Pietro Colletta, ed è circondata da edifici di abitazione. Essa sorge in posizione arretrata, ed è fronteggiata da un piccolo sagrato raggiungibile tramite una scalinata.
L'esterno è costituito da diversi volumi parallelepipedi, addossati intorno alla forma cubica centrale; il rivestimento è in mattoni a vista, scanditi nel volume maggiore da scalanature verticali, a scopo di alleggerimento visivo.
L'interno è a pianta longitudinale, caratterizzata però dall'altare in posizione quasi centrale, attorniato da tutti i lati dai banchi per i fedeli. Gli spazi sono variamente illuminati, dalla penombra dell'ingresso alla piena luce dell'altare, a simboleggiare il percorso della ricerca divina.
I muri interni sono rivestiti in cemento a vista, e in parte traforati da feritoie chiuse da vetrate colorate, disegnate dal padre francescano Costantino Ruggeri.
L'edificio ha una superficie di 1150 m², con una capienza di 1 000 persone; nel seminterrato sono poste le sale parrocchiali, e sul fianco la casa parrocchiale, di tre piani, e l'oratorio. In origine era prevista la costruzione di un campanile sul lato sinistro della facciata, che tuttavia è rimasto incompiuto.

### Organo a canne
Alla sinistra del presbiterio, a pavimento, si trova l'organo a canne Mascioni opus 1022, costruito nel 1978.
Lo strumento è a trasmissione mista, meccanica per le tastiere e la pedaliera ed elettrica per i registri; il suo materiale fonico è interamente racchiuso in una cassa in legno di noce, con mostra composta da canne di principale. La consolle dispone di due tastiere di 58 note ciascuna e pedaliera di 30 note.

### Fonti
- Cleto Gnech (a cura di), Ventidue chiese per ventidue concili, Milano, Comitato per le nuove chiese di Milano, 1969,  pp. 55-59, ISBN non esistente.
- Cecilia De Carli (a cura di), Le nuove chiese della diocesi di Milano. 1945-1993, Edizioni Vita e Pensiero, Milano, 1994,  p. 189, ISBN 88-343-3666-6.

### Ulteriori approfondimenti
- L. G. Hendel, Ideale equilibrio di una chiesa nuova, in Nuove Chiese, n. 4, Milano, Arcivescovado di Milano, 1968,  pp. 48-55.
- La chiesa e la parrocchia dei SS. Angeli Custodi, in Diocesi di Milano, n. 10, Milano, Editrice Il Duomo, 1968,  pp. 530-532.
- Nuove chiese a Milano, in Nuove Chiese, 2, 3, 4, Milano, Arcivescovado di Milano, 1968,  p. 31.
- A. Ricci Negrelli, I pensieri di cristallo del frate artista, in Nuove Chiese, n. 1, Milano, Arcivescovado di Milano, 1968,  p. 11.
- A. Coccia, Tre chiese di Milano che testimoniano il nostro tempo, in Diocesi di Milano, n. 5, 1972,  pp. 236-241.